# Đối thoại (thể loại văn học)
Đối thoại là một thể loại văn học trong đó nội dung nghiêng về chính luận, triết lý, hùng biện để bảo vệ các quan điểm có tính chất lý thuyết. Tư tưởng của tác giả được khai triển dưới dạng thức trò chuyện, tranh cãi giữa hai người hoặc nhiều hơn.

## Khái lược
Thể loại văn học này dựa vào truyền thống giao tiếp trí tuệ bằng lời nói miệng, vốn có từ thời cổ đại Hy Lạp mà ngọn nguồn là những hoạt động của Sokrate (470-399TCN).
Các tác phẩm đối thoại về sau của Platon (427-347TCN), Lukianos (120-190) và những người kế tục họ đã tạo ra dạng thức cơ bản của tư tưởng triết học Aurelius Augustinus (354-430), Blaise Pascal (1623-1662), George Berkeley (1685-1753), David Hume (1711-1766), Karl Wilhelm Solger (1780-1819), Vladimir Sergeevich Soloviov (1853-1900) v.v., đồng thời tạo ra những mô thức cơ bản của tư tưởng chính luận và phê bình nghệ thuật của Johann Gottfried Herder (1744-1803), Gotthold Ephraim Lessing (1729-1781), Denis Diderot (1713-1784), Vladimir Fedorovich Odoevski (1803/04-1869), Vissarion Grigorievich Belinski (1881-1848), Fedor Mikhailovich Dostoevski (1821-1881).
Những năm tiếp theo trong thế kỷ 20 đối thoại vẫn tiếp tục được sử dụng như một trong những thể loại văn học cơ bản với những sáng tác của Anatoli Vasilievich Lunacharski (1875-1933), André Gide (1869-1951), Paul Valéry (1871-1945), Paul Claudel (1868-1955), George Bernanos (1888-1948).